# Suzhou, Dunhuang
Suzhou (kinesiska: 肃州) är en köping i nordvästra Kina. Den ligger i Dunhuang i staden Jiuquan i provinsen Gansu, omkring 920 kilometer nordväst om provinshuvudstaden Lanzhou. Antalet invånare är 20 832. Befolkningen består av 10 249 kvinnor och 10 583 män. Barn under 15 år utgör 20,0 %, vuxna 15-64 år 73 %, och äldre över 65 år 6,0 %.